# Juan Caramuel Lobkowitz
Juan Caramuel Lobkowitz (Madrid, 1606. május 23. – Vigevano, 1682. szeptember 8.) spanyol egyházi személyiség, filozófus, matematikus. A neve Juan Caramuel y Lobkowitz alakban is előfordul.

## Élete

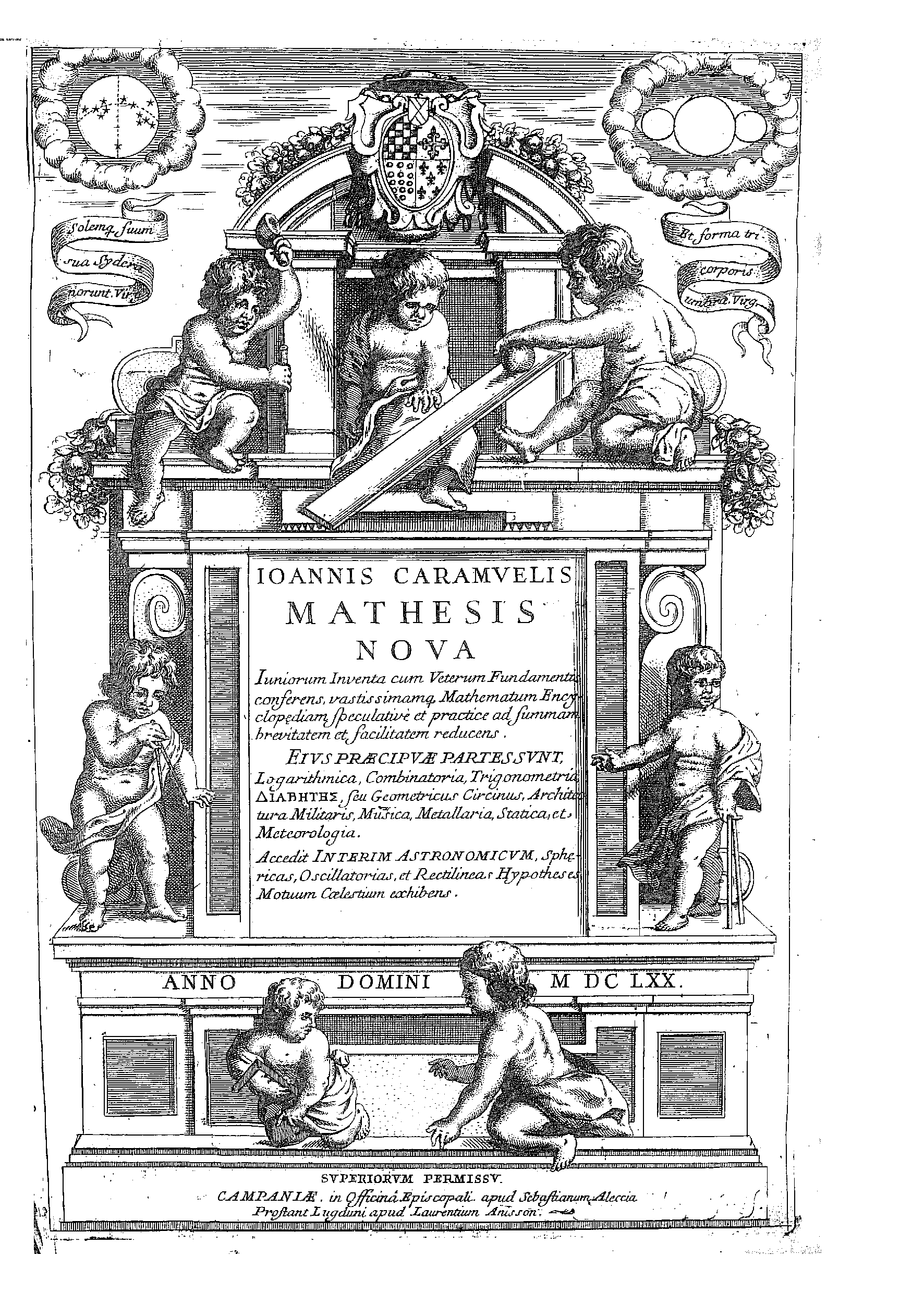
Mathesis nova, 1670

Apja, Lőrinc (csehül Vavřinec Caramuel), németalföldi nemes II. Rudolf prágai udvarában (1600-ban került II. Fülöp madridi udvarába), szintén kiváló matematikus volt. Lobkowitz dajkája, Regina z Lobkovic neve után z Lobkovicnak kezdte magát írni.
Csodagyereknek számított, aki már fiatalon komoly matematikai problémák megoldásával foglalkozott és 10 évesen csillagászati táblázatokat publikált. 12 évesen filológiát és filozófiát tanult az alcalei egyetemen, majd belépett a ciszterci rendbe és a salamancai egyetemen teológiát tanult, ahol 1630-ban a teológia egyetemi tanára lett. Több (keleti) nyelvet is megtanult.
Amikor a francia csapatok veszélyeztették Lővent és Brüsszelt (1635), alkalma nyílt kiváló katonai ismereteinek felvillantására. 1645-ben távozott Prágába, ahol a svédek 1648-as ostromakor egyháziakból szervezett csapatot a város védelmére. Hamarosan Königgrätz püspöke, majd Otranto érseke, halálakor pedig Vigevano püspöke volt.

## Munkássága
1632-ben küldték Németalföldre, ahol neves prédikátornak és misszionáriusnak számított. A flandriai Dunes kolostorának szerzeteseként prédikációi felkeltették Ferdinánd infáns, a németalföldi tartományok kormányzójának figyelmét. Első művét a Leuveni Katolikus Egyetem tanáraként írta (Steganographia ars orthographia, Brüsszel 1636), és Theologia Moralis ad prima, eaque clarissima principia reducta című művét Petrus Zangrius nyomtatta ki ugyanott (1645). 1638-ban a lőveni egyetem teológiai doktori címmel jutalmazta. Tudományos munkássága nagy részét Lővenben végezte.
262 művet adott ki a nyelvtan, költészet, szónoklattan, matematika, csillagászat, fizika, politika, kánonjog, logika, metafizika, teológia és aszkétizmus területéről. Előszeretettel védelmezte az új gondolatokat, és Theologia moralis ad prima atque clarissima principia reducta (Louvain, 1643) című művében kísérletet tett a teológiai problémák matematikai alapon történő megoldására. Matematikai munkássága a kombinatorikára összpontosult. Az elsők közé tartozott, aki a valószínűség kérdésével foglalkozott. Engedékeny erkölcsi véleményeit Pascal kritizálta.

## Heraldikai vonatkozása
A nevéhez egy heraldikai színjelölési rendszer is köthető (1639). Ezt Otto Titan von Hefner közölte Johannes Rietstap nyomán, művének X. tábláján. Philippus Prudens című műve, a portugál királyok genelógiája, összesen 27 metszetet tartalmaz a portugál uralkodók portréjával és ezeken sok olyan címer található, melyek valóban vonalkázottak. Rietstap is valószínűleg ezek szerint állította össze Lobkowitz vonalkázási rendszerét, mert maga az említett mű nem tartalmaz semmilyen színjelölési táblát. Ezt a vonalkázást azonban inkább a művét készítő rézmetszőknek és művészeknek kellene tulajdonítanunk, mint magának Lobkowitznak. Egy korábbi, 1636-os műve tartalmaz vonalkázási táblázatot is. Ezen művének (Declaración Mystica de las Armas de España, Brüsszel, 1636) egyik cenzora Christophe Butkens, egy korábbi vonalkázási rendszert feltalálója volt. Ez a műve a spanyol monarchia címerének misztikus-szimbolikus tárgyalása és volt egy 1639-es kiadása is.

## Galéria

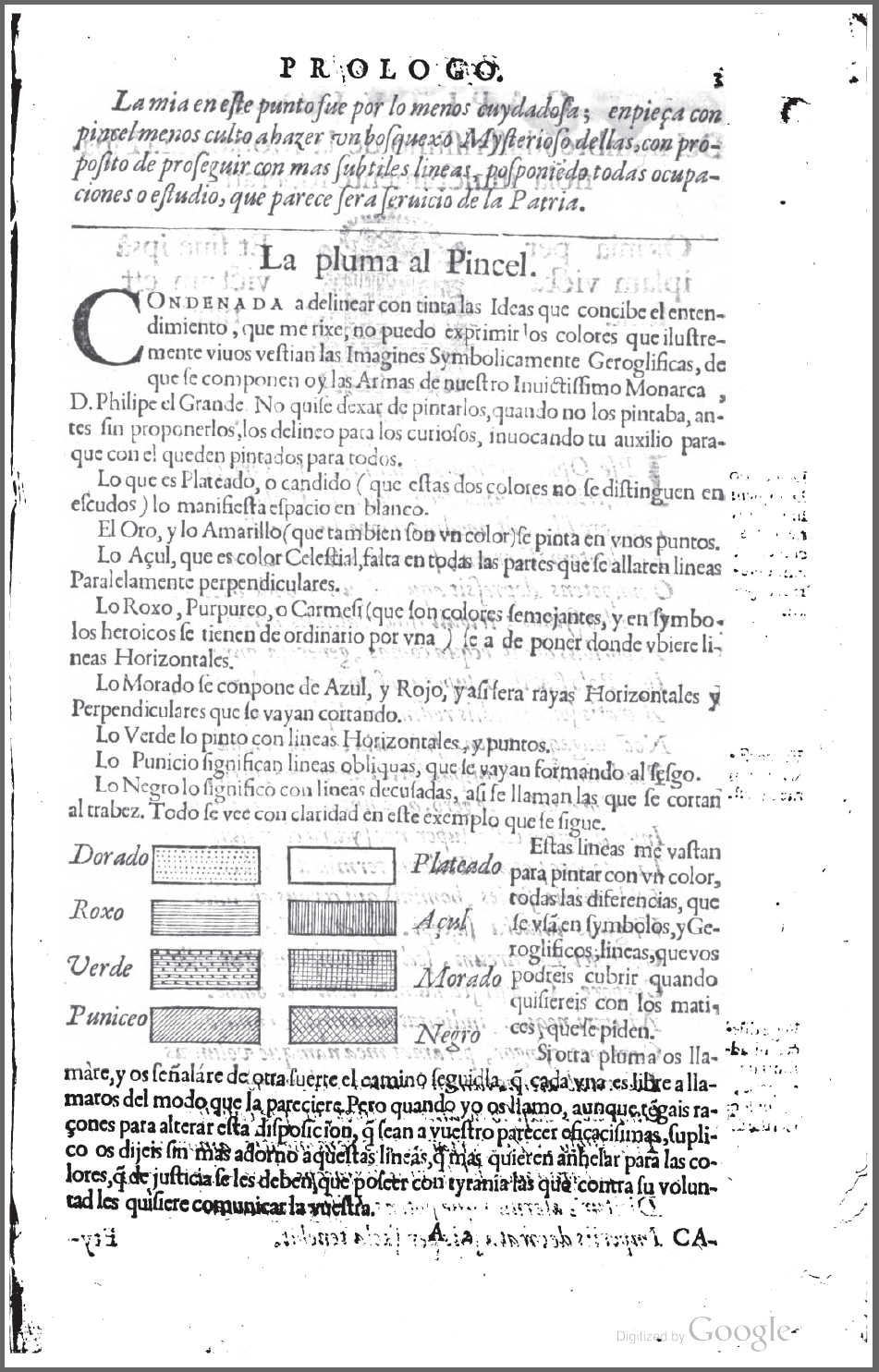
Caramuel Lobkowitz színjelölési táblázata (Declaración Mystica de las Armas de España. Bruxelles, 1636. 3. l.)
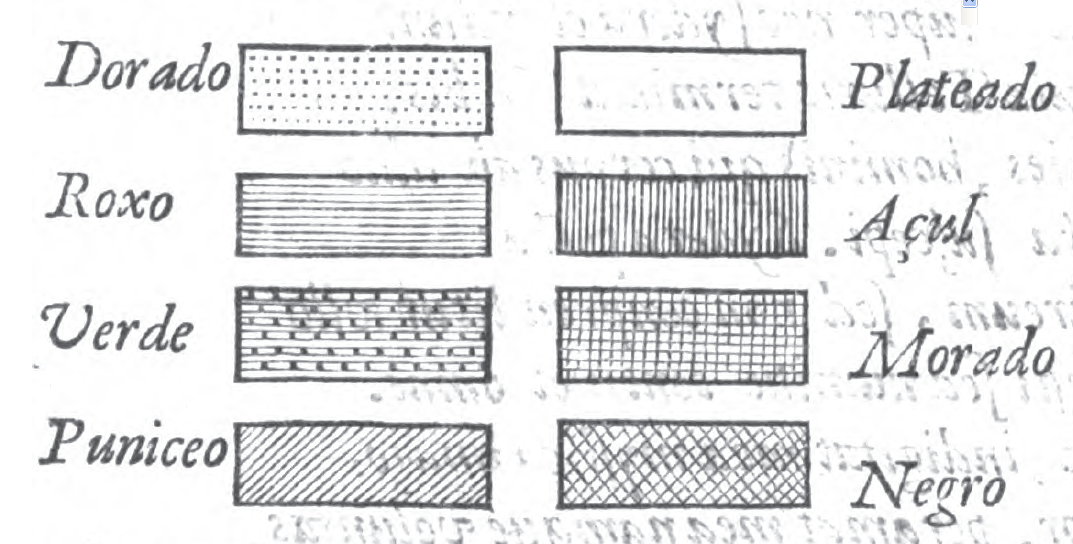
Caramuel Lobkowitz színjelölési táblázatának nagyítása (1636)
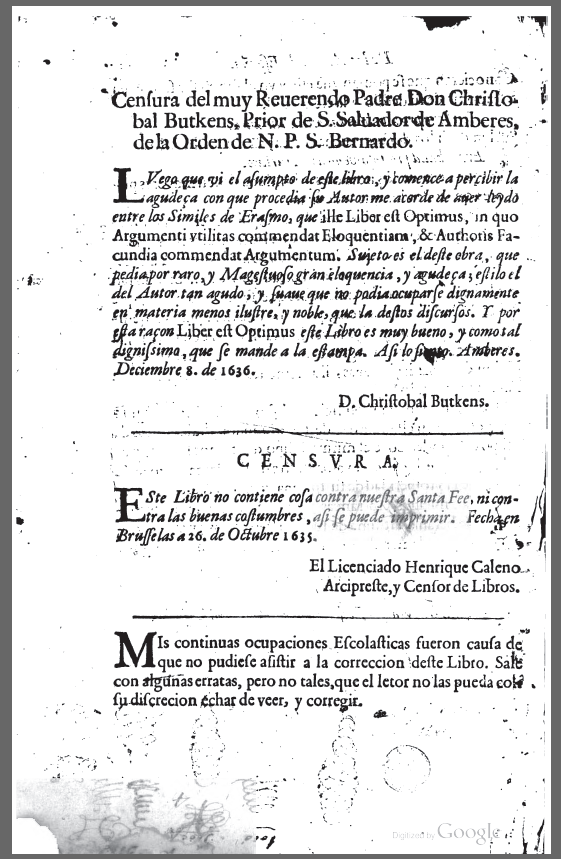
Caramuel Lobkowitz 1636-os könyvének jóváhagyása a cenzor, Christophe Butkens által
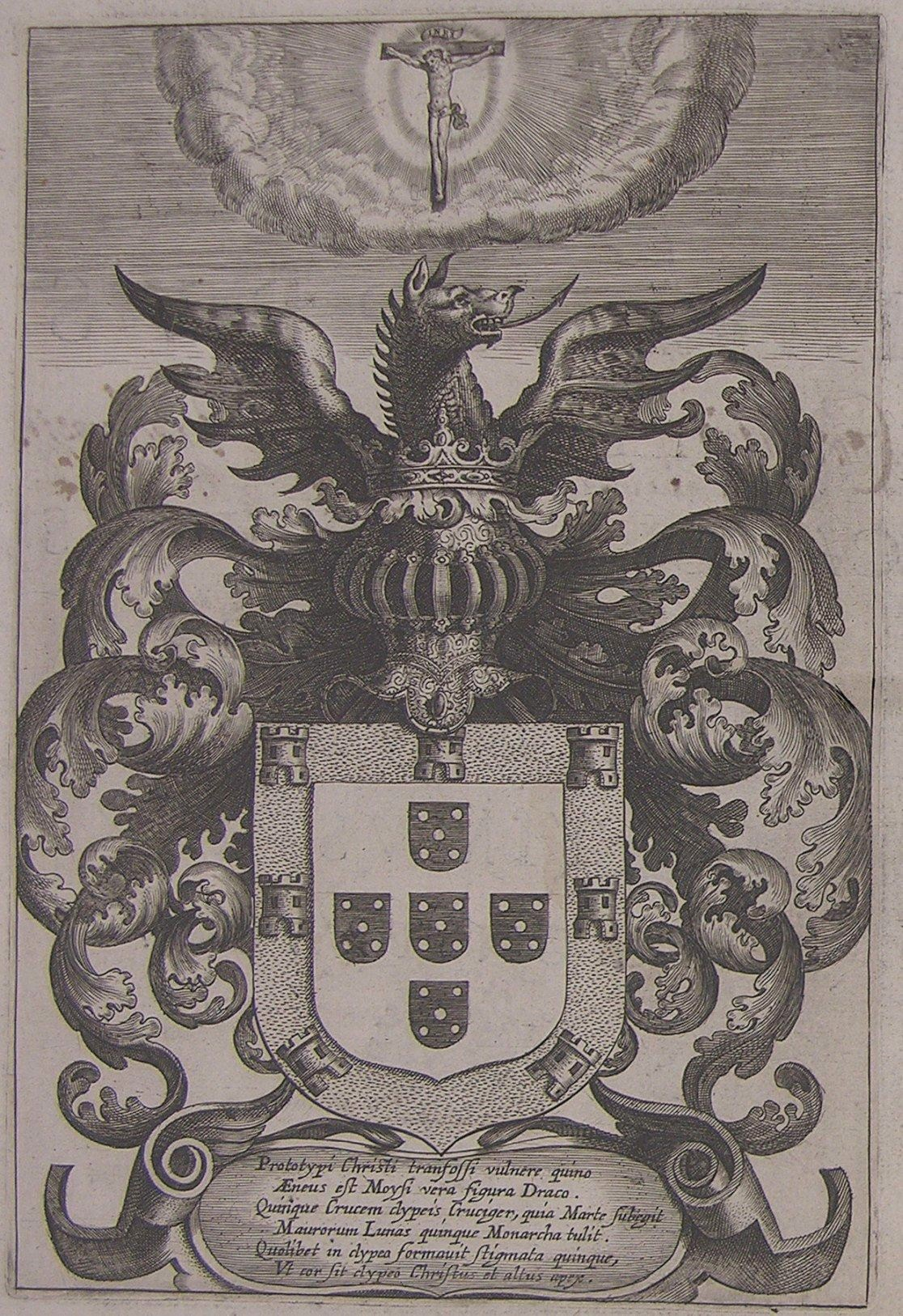
Portugália vonalkázott címere Lobkowitz Philippus Prudens (1639) című művéből
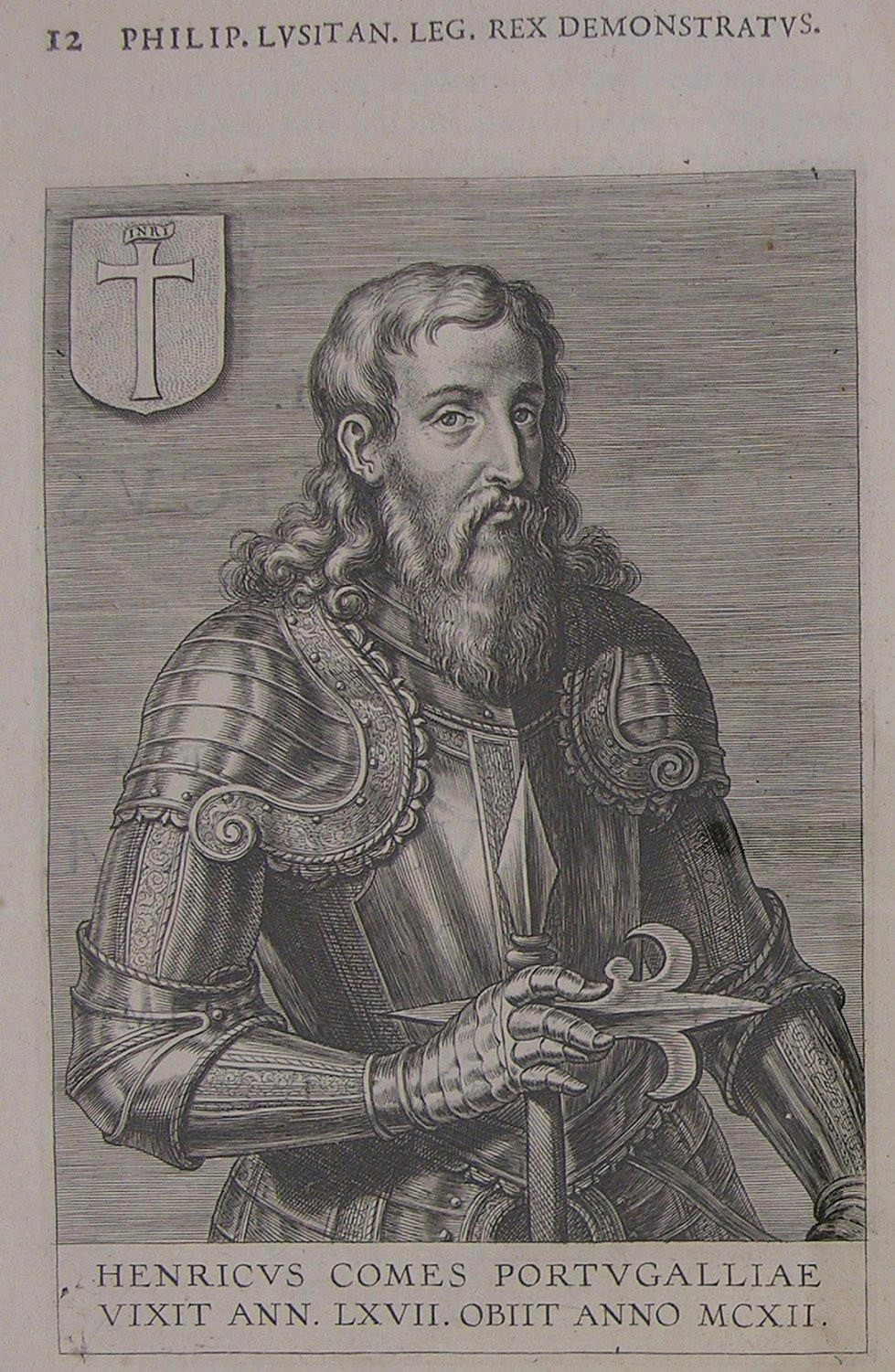
Vonalkázott címer Henrik, Portugália grófjának portréján, Lobkowitz Philippus Prudens (1639) című művéből